# Long Beach (Nelson Island)
Der Long Beach (englisch; bulgarisch бряг Лонг brjag Long) ist ein größtenteils unvereister, 1 km langer und 24,7 Hektar großer Strand an der Südwestküste von Nelson Island im Archipel der Südlichen Shetlandinseln. Vom Ross Point erstreckt er sich in nördlicher Richtung. Auf dem Strand liegt der Platno Lake.
Die bulgarische Kommission für Antarktische Geographische Namen benannte ihn 2021 nach dem US-amerikanischen Missionar Albert Long (1832–1901), einem Aktivisten der Bulgarischen Wiedergeburt, der an der Übersetzung, dem Druck und der Verbreitung einer Bibelübersetzung in die bulgarische Sprache beteiligt war.